# آنگوئو
آنگوئو، (به چینی: 安国) یا آن‌گوآ، بخارا کشوری باستانی در نواحی غربی و یکی از ۹ دولت شهر سغد همچنین یک اصطلاح عمومی برای مردم و کشور سغد) است که در زمان سلسله هان شرقی (۲۵–۲۲۰ میلادی) قلمرو امپراتوری کوشان بود.